# Krew na słońcu
Krew na słońcu (ang. Blood on the Sun) – amerykański film fabularny z 1945 roku w reżyserii Franka Lloyda.

## Obsada
- James Cagney
- Sylvia Sidney
- Porter Hall
- John Emery